# 물갈퀴발습지쥐
물갈퀴발습지쥐 또는 브라질습지쥐(Holochilus brasiliensis)는 비단털쥐과에 속하는 남아메리카 설치류의 일종이다. 아르헨티나와 브라질, 우루과이에서 발견된다.